# Арлінгтон (округ, Вірджинія)

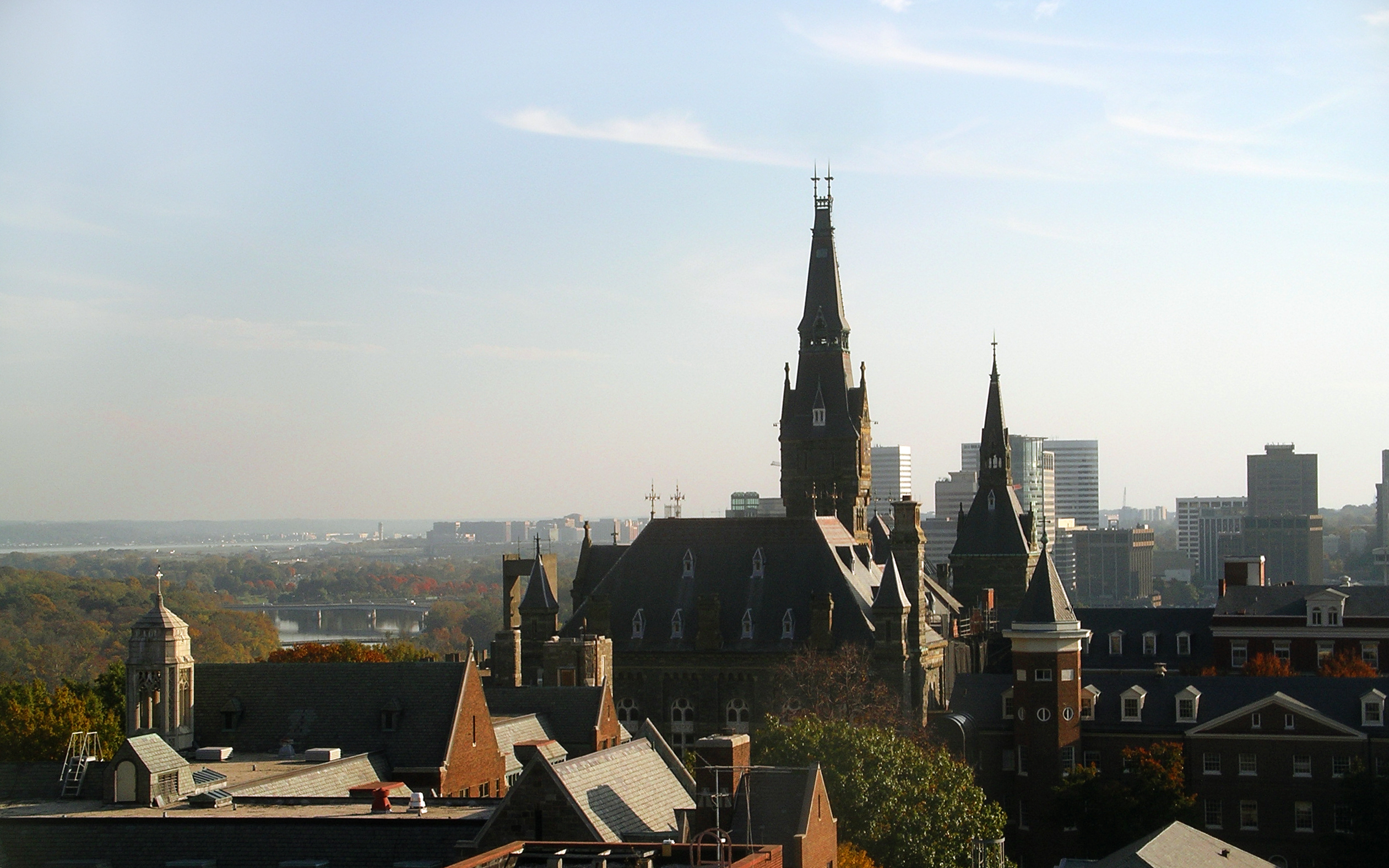
Вигляд на південь з Джорджтаунського університету

Шаблон:StateAbbr_ 38°52′49″ пн. ш. 77°06′30″ зх. д. / 38.880277777778° пн. ш. 77.108333333333° зх. д.
Арлінґтон (англ. Arlington) — округ на півночі штату Вірджинія у США, західне передмістя столиці США Вашингтона, на правому березі річки Потомак, також інколи вважається містом.
Населення — 209 300 мешканців (2009). В Арлінґтоні розташовані установи федерального уряду (2/5 всіх зайнятих у 1965); військове відомство США — Пентагон та інші урядові будівлі. Підприємства поліграфічної промисловості, виробництво геофізичних інструментів, будівельних матеріалів.
На Арлінґтонському національному кладовищі поховані солдати, які загинули в 1-й і 2-й світових війнах. У 1931 споруджено пам'ятник «Могила невідомого солдата». У 1963 тут похований президент США Джон Кеннеді, у 1968 — його брат сенатор Роберт Кеннеді.

## Історія
Округ утворений 1801 року.

## Демографія
За оцінкою 2007 року, середній дохід на одне домашнє господарство в окрузі становив $ 94876, а середній дохід на сім'ю складає $ 127179. Чоловіки мають середній дохід від $ 51011 проти $ 41552 для жінок. Дохід на душу населення в окрузі склав $ 37706.
5,00 % сімей і 7,80 % населення були за межею бідності, включаючи 9.10 % з тих під віком 18, і 7,00 % у віці 65 років і старше.
Розподіл за віком був 16.50 % молодше 18 років, 10,40 % від 18 до 24 років, 42,40 % від 25 до 44 років, 21,30 % від 45 до 64 років і 9,40 %, які були 65 років і старше. Середній вік склав 34 років. На кожні 100 жінок припадало 101,50 чоловіків. На кожні 100 жінок віком 18 років і старше, було 100.70 чоловіків.
Статистика злочинності за 2009 рік включає доповідь про 2 вбивства, 149 грабежів, 145 інцидентів або розбійний напад, 319 крадіжок, 4,140 інцидентів крадіжки, і 297 звітів крадіжки транспортного засобу. Це було зниження всіх категорій в порівнянні з попереднім роком.
За даними перепису 2000 року загальне населення округу становило 189453 осіб, усе міське. Серед мешканців округу чоловіків було 95443, а жінок — 94010. В окрузі було 86352 домогосподарства, 39322 родин, які мешкали в 90426 будинках. Середній розмір родини становив 2,96.
Віковий розподіл населення поданий у таблиці:
| Стать    | До 15 років | 15-21 | 22-29 | 30-39 | 40-49 | 50-65 | 65-85 | Понад 85 |
| -------- | ----------- | ----- | ----- | ----- | ----- | ----- | ----- | -------- |
| Чоловіки | 13690       | 6354  | 19149 | 21544 | 14286 | 13440 | 6255  | 725      |
| Жінки    | 13083       | 5219  | 19034 | 18461 | 13854 | 13577 | 8989  | 1793     |

## Відомі люди
- Олдріч Еймс (*1941) — працівник ЦРУ, засуджений до довічного ув'язнення за шпигунство на користь СРСР.
- Мері Лендрю (* 1955) — американський політик.
- Адам Каррі (*1964) — американський телеведучий.